# Ялиця біла
{{#ifeq:0|0|{{#if:Abies alba|{{#if:|[[]}}|[[]]}}}}
Яли́ця бі́ла або яли́ця звича́йна (Abies alba) — вид деревних рослин родини соснових (Pinaceae). Одна з найпоширеніших гірських лісоутворювальних порід. Смолоносна, ефіроолійна, деревинна, лікарська, вітамінна, танідоносна і декоративна рослина. Ряд рідкісних угруповань ялиці білої занесені до Зеленої книги України.
В українській мові побутують народні назви смере́ка бі́ла та місцева назва єліче на Лемківщині.

## Опис
Вічнозелене дерево заввишки 25–40(60) м. Крона вузькоконічна, в густих лісостанах високо піднята. Стовбур циліндричний з тонкою, темно-сірою, дещо лускатою корою. Пагони довгі, гладенькі, сірі з дворядно розміщеною хвоєю. Хвоя плоска (20–30 мм завдовжки, 1,5–1,8 мм завширшки), тупа, з двома білими смугами зісподу, тримається протягом 3–5 років.
Чоловічі шишечки овальні (5–8 мм завдовжки), поодинокі, розміщені у верхній частині торішніх пагонів. Жіночі шишечки розміщені в нижній частині торішніх пагонів, вони зеленкуваті, містять численні насінні і покривні луски. Стиглі шишки випростані, циліндричні (10–15 см завдовжки і 2,5–4 см завширшки), бурі, їхні покривні луски довші за насінні й виступають у вигляді гострячка. Запилюються вітром (анемохорія) в травні. Після достигання шишки розсипаються, на пагонах лишаються лише їхні стрижні. Насіння 6–8 мм завдовжки, з довгим крилом, має бальзамічний запах. Каріотип 2n = 24.

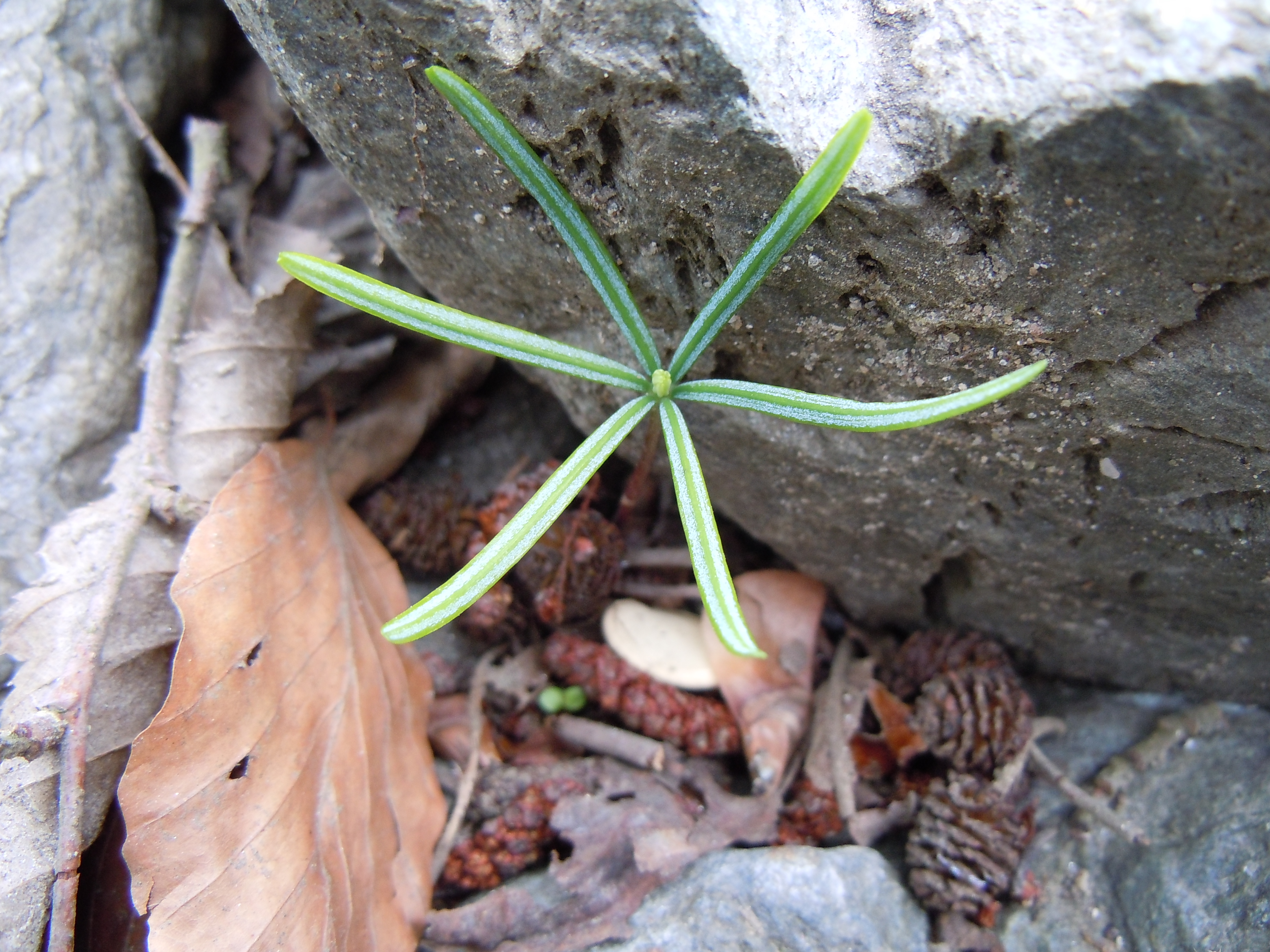
Паросток
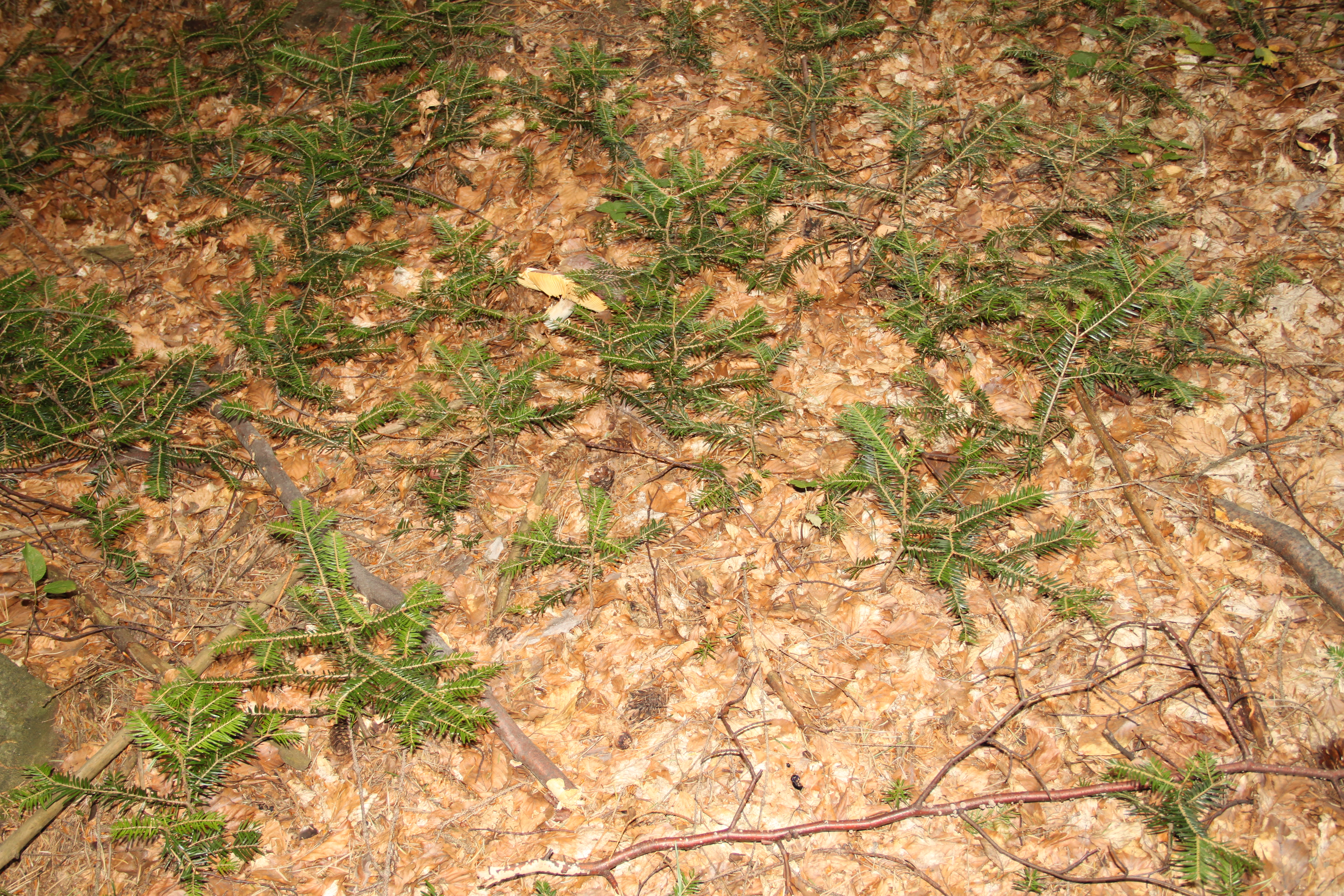
Сіянці
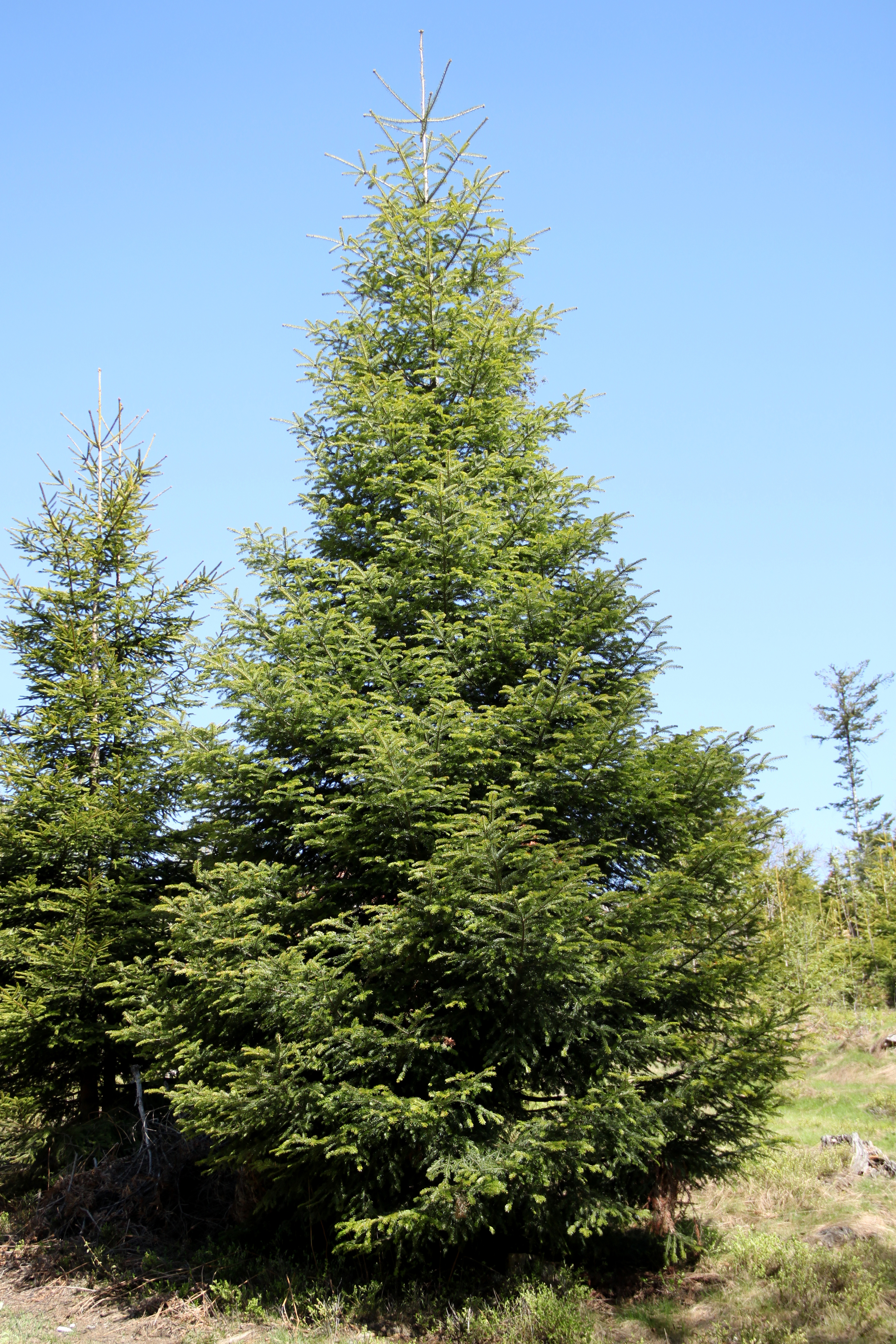
Молоде дерево з низькою кроною в Сілезьких Бескидах (Польща)
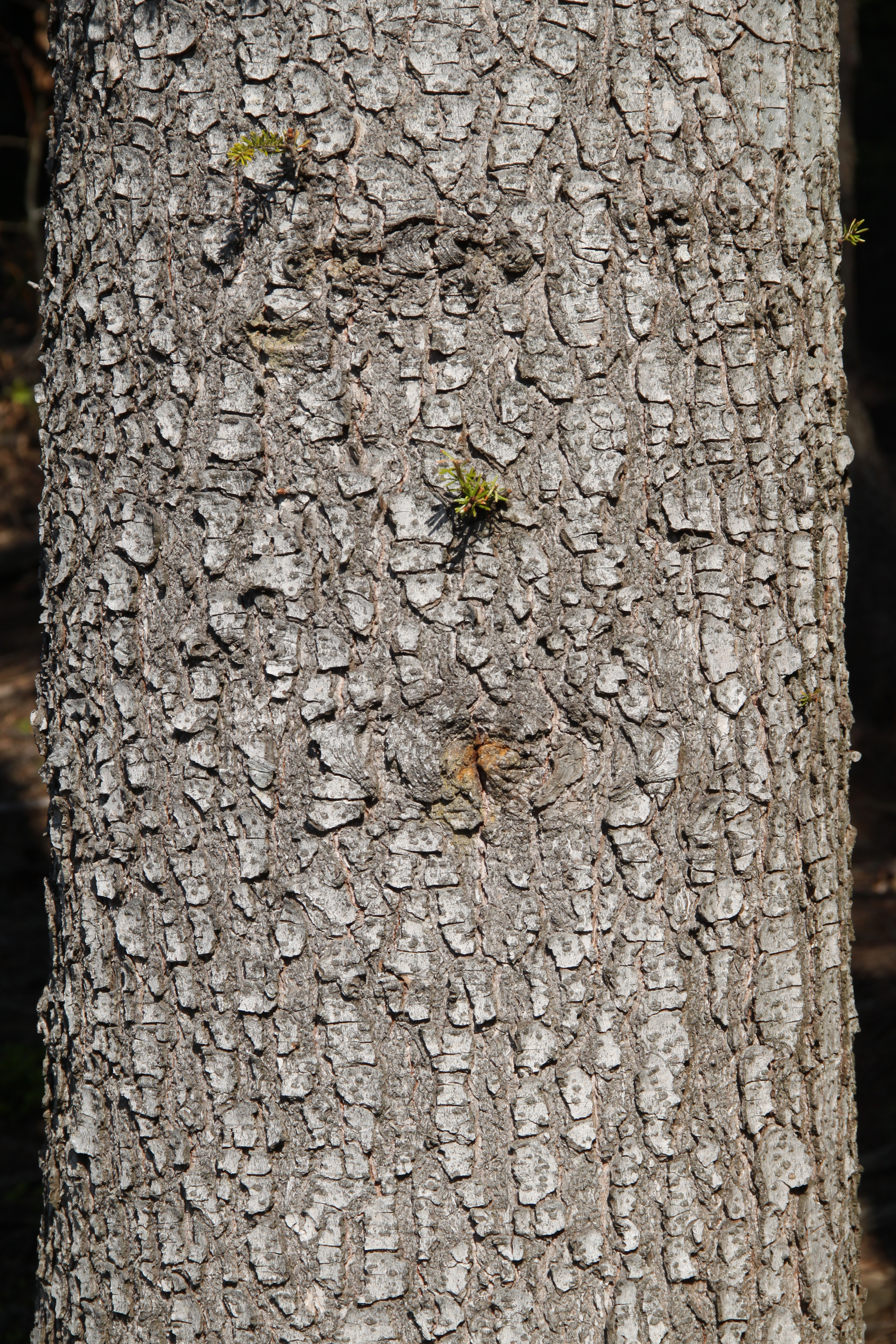
Кора

## Поширення
Ареал охоплює Європу від Піренеїв до Карпат і Балканського півострова. Це переважно гірський вид, який зазвичай зростає між 500 і 1500 м, але в Баварському лісі до 300 м, до Піренеїв і в горах Пірін в Болгарії до 2000 м. 
В Україні поширена в Карпатах, зрідка на рівнинах в південно-західних районах у вигляді острівних популяцій. 

## Екологія
Тіньовитривала рослина, вибаглива до вологості ґрунту і повітря (мезофіт). Зростає на вологих, свіжих, кислих і нейтральних бурих лісових ґрунтах.
Ялиця біла — одна з основних в Україні гірських лісоутворювальних порід, зрідка трапляється і на рівнинах, утворює чисті й мішані лісостани з буком та іншими листяними породами.

## Охорона
На більшій частині ареалу стан природних популяцій виду залишається більш-менш стабільним. Саме тому він, згідно Червоного списку МСОП, отримав охоронний статус «відносно благополучний вид».

### Раритетні угруповання ялиці білої

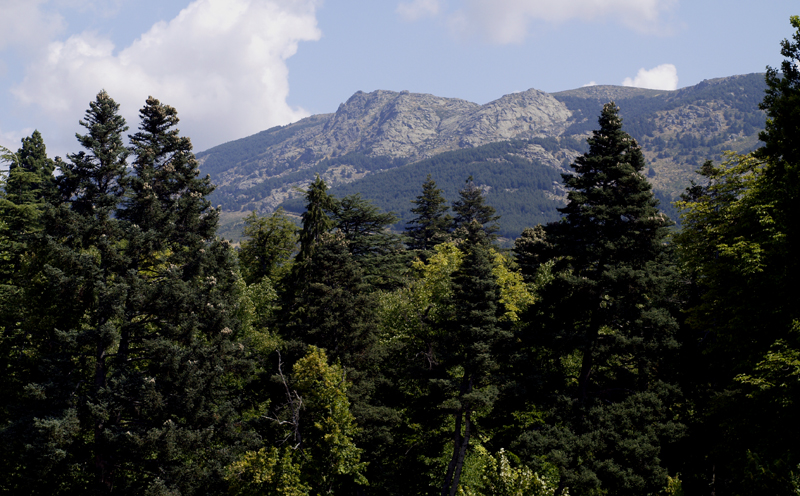

Внаслідок зведення гірських і рівнинних лісів та погіршення стану середовища існування ряд угруповань ялиці білої стали рідкісними і тому занесені до Зеленої книги України, зокрема наступні рослинні субформації:
- буково-ялицевих лісів (Fageto (sylvaticae)-Abietа (albae));
- грабово-буково-ялицевих лісів (Carpineto (betuli)-Fageto (sylvaticae)-Abietа (albae));
- звичайнодубово-ялицевих лісів (Querceto (roboris)-Abietа (albae));
- звичайнососново-ялицевих лісів (Pineto (sylvestris)-Abietа (albae));
- звичайнососново-ялиново-ялицевих лісів (Pineto (sylvestris)-Piceeto (abietis)-Abietа (albae)).

Буково-ялицеві ліси
Субформація представлена асоціацією — буково-ялицевий ліс волосистоосоковий. Категорія охорони 2 (рідкісний для рівнинної частини України тип асоційованості домінуючих видів деревостану реліктових лісів; ялиця біла знаходиться за межами суцільного поширення, а бук лісовий — на північно-східній межі поширення). Статус охорони: рідкісні угруповання (характеризуються низьким ступенем трапляння і займають незначні площі).
Грабово-буково-ялицеві ліси
Субформація представлена асоціацією — грабово-буково-ялицевий ліс зеленчуківий. Категорія охорони 2 (рідкісний для рівнинної частини України тип асоційованості домінуючих видів деревостану реліктових лісів; ялиця біла знаходиться за межами суцільного поширення, а бук лісовий — на північно-східній межі поширення). Статус охорони: рідкісні угруповання (характеризуються низьким ступенем трапляння і займають незначні площі).
Звичайнодубово-ялицеві ліси
Субформація представлена асоціаціями: звичайнодубово-ялицевий ліс залозистозубницевий; звичайнодубово-ялицевий ліс зеленомоховий; звичайнодубово-ялицевий ліс квасеницевий; 
звичайнодубовоялицевий ліс чоловічощитниковий; звичайнодубово-ялицевий ліс чорницеворунянковий; звичайнодубово-ялицевий ліс яглицевий. Категорія охорони 2 (рідкісний тип асоційованості домінуючих видів у деревостані, які є різними за еколого-ценотичними 
особливостями; ялиця біла знаходиться на північно-східній межі поширення, співедифікатор — дуб звичайний — на верхній висотній межі зростання). Статус охорони: угруповання перебувають під загрозою зникнення (характеризуються різким скороченням ареалів і можуть зникнути, якщо продовжиться дія антропогенних чинників, що негативно впливають на їх стан).
Звичайнососново-ялицеві ліси
Субформація представлена асоціацією — звичайнососново-ялицевий ліс складчастоожиновий. Категорія охорони 2 (рідкісний тип асоційованості домінуючих видів у деревостані; ялиця біла знаходиться за межами суцільного поширення, сосна звичайна — на південній межі поширення між карпатською і північно-східною частинами її суцільного 
ареалу). Статус охорони: рідкісні угруповання (характеризуються низьким ступенем трапляння і займають незначні площі).
Звичайнососново-ялицеві ліси
Субформація представлена асоціацією — звичайнососново-ялиново-ялицевий ліс квасеницевий. Категорія охорони 2 (рідкісний тип асоційованості домінуючих видів у деревостані; ялиця біла знаходиться за межами суцільного поширення, сосна звичайна — на південній межі поширення між карпатською і північно-східною частинами її суцільного 
ареалу). Статус охорони: рідкісні угруповання (характеризуються низьким ступенем трапляння і займають незначні площі).
Раритетні угруповання ялиці білої охороняються в Карпатському біосферному заповіднику та в Карпатському національному природному парку, природному заповіднику «Розточчя», лісовому заказнику «Петрівецький» (Чернівецька область), ботанічному заказнику «Кливський» (Івано-Франківська область), заповідному урочищі «Немирів» «Немирів»  (Львівська область), Трускавецькій санаторно-куротній зоні (Львівська область). 

## Практичне значення

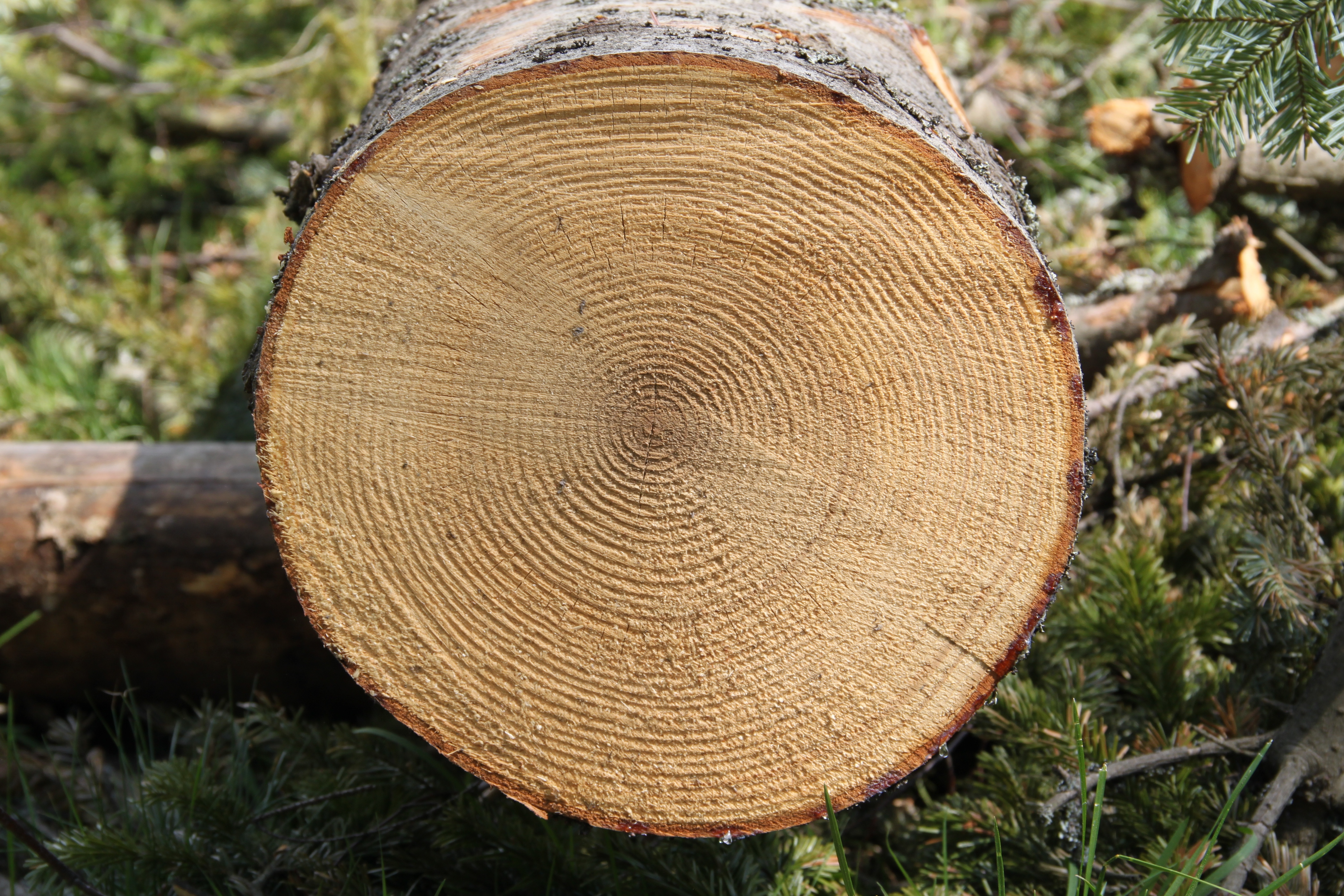
Поперечний переріз стовбура

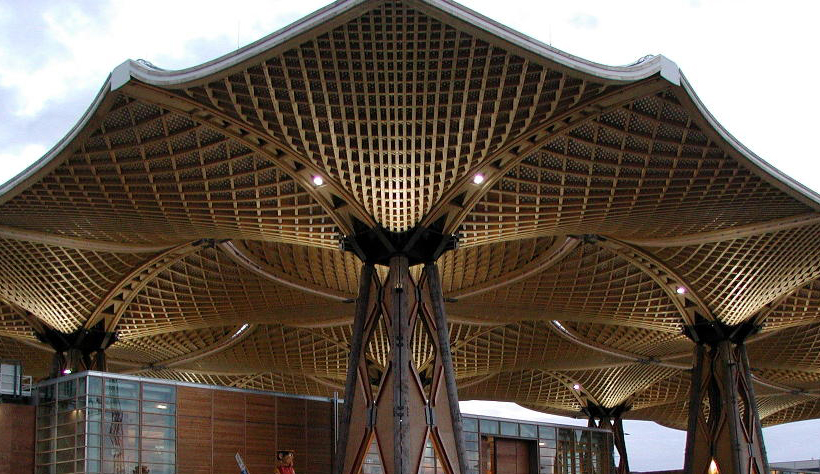
Дах павільйону на EXPO 2000 у Ганновері, виготовлений з ялиці білої, — найбільший тримальний дах з деревини у світі

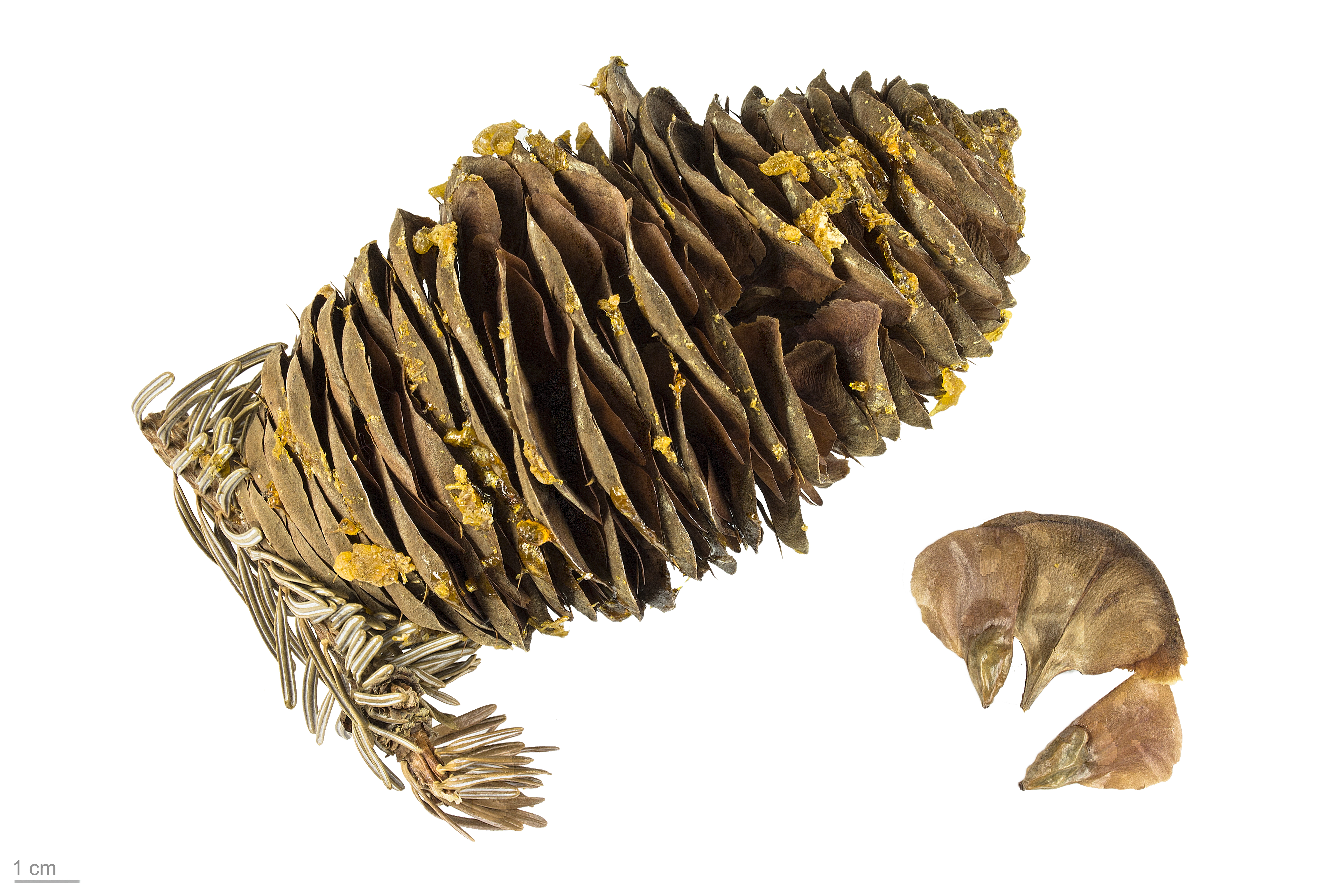
Шишки і насіння ялиці білої з колекції Тулузького музею

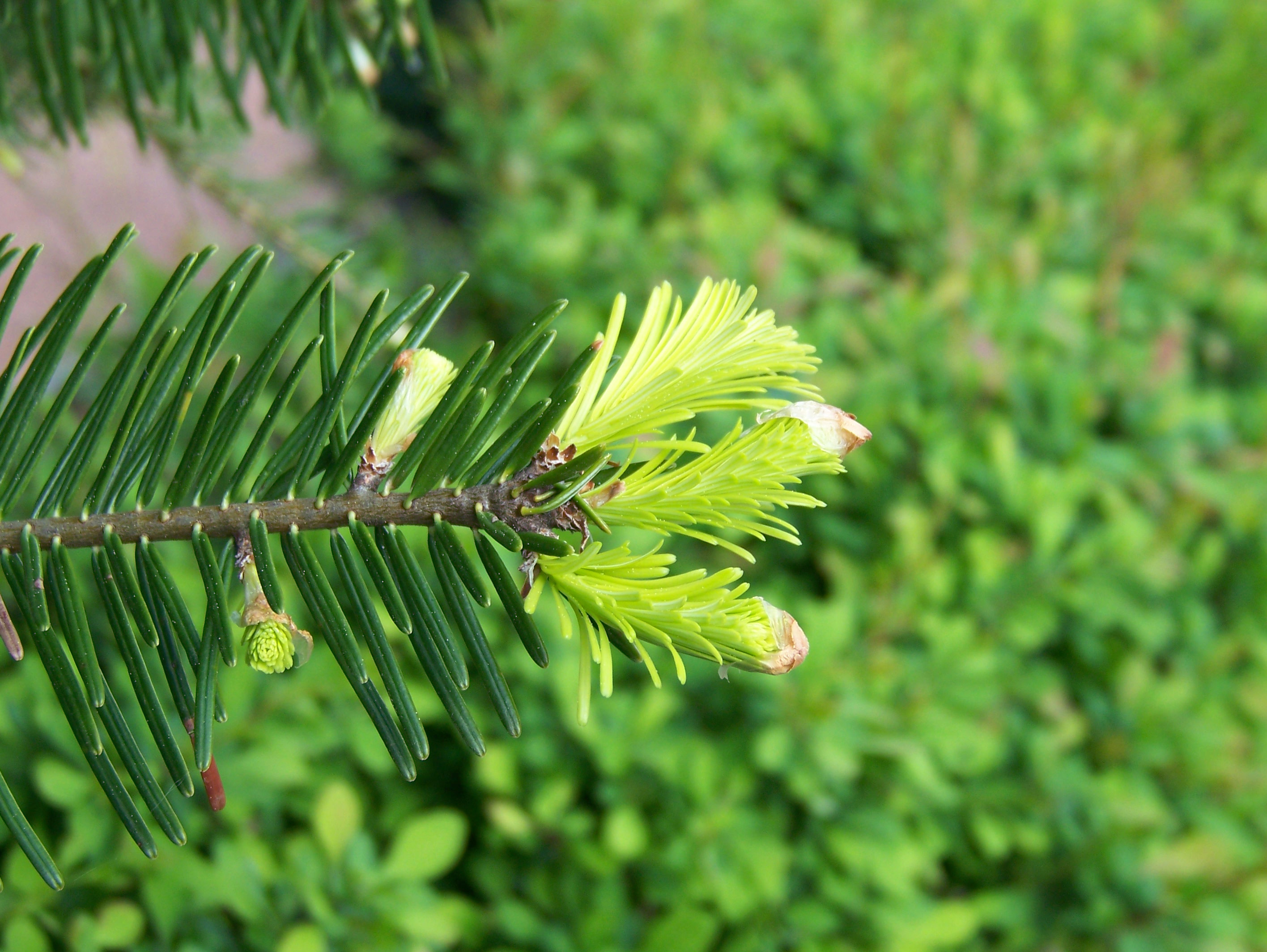
Стара і молода хвоя

З дерев ялиці білої добувають дуже цінну живицю. Смоляні ходи є в корі. При потовщенні стовбура смоляні ходи руйнуються, утворюються вмістища живиці, які мають вигляд потовщення і називаються жовнами. У кожному з них міститься кілька грамів живиці. Кора старих дерев у нижній частині не має жовен, бо з віком вона товстішає, розтріскується і втрачає пружність. Для стимуляції утворення жовен по поверхні стовбура б'ють дерев'яним молотком, внаслідок чого на місці удару виникає жовно значних розмірів.

### У промисловості
Живиця ялиці білої містить близько 34% ефірної олії, смоли, незначну кількість бурштинової кислоти. 3 живиці виготовляють ялицевий бальзам, який має ті ж фізичні властивості, що й канадський. Ялицевий бальзам широко використовують в оптичній промисловості для склеювання лінз, а також при виготовленні мікропрепаратів, оскільки його показник заломлення близький до показника заломлення скла.
Ялицеві лісонасадження займають близько 1,4% площі державного лісового фонду України. Райони заготівель — Львівська, Івано-Франківська, Чернівецька, Закарпатська області. Запаси сировини незначні.
Деревина біла, зрідка з жовтуватим відтінком, лискуча, легка, м'яка, пружна, неміцна, легко колеться. Використовується для виготовлення столярних виробів, музичних інструментів, тари (діжки і ящики), ґонту, а в деяких місцевостях навіть у будівництві.
Цінними якостями деревини є велика довжина трахеїд і незначна смолистість, що дає можливість використовувати її в паперово-целюлозній промисловості. Деревина ялиці містить близько 60% целюлози, смоли в ній у 22,5 раз менше, ніж у деревині ялини. Промисловий вихід целюлози з деревини ялиці дорівнює 37%.
З хвої, гілок і шишок ялиці одержують цінну ефірну олію. Вихід олії з хвої 1,3-2,3%, а з молодих гілок 0,61-1%. Головна складова частина ефірної олії — борнілацетат (30-40%), який є сировиною для синтезу медичної камфори, що за своєю дією на організм рівноцінна тій, яка добувається з камфорного дерева (камфорного лавра).
Ялицеву ефірну олію використовують у парфумерній і лікеро-горілчаній промисловості, з неї виготовляють технічну камфору, яку використовують при виробництві целулоїду. 3 хвої ялиці виготовляють також концентрат протицинготного вітаміну С.

### У медицині
У науковій медицині застосовують ефірну олію і живицю ялиці. Ефірну олію ялиці вживають іноді для інгаляцій при хворобах дихальних шляхів, а також для втирання при ревматизмі. У народній медицині молоді хвойники і бруньки ялиці використовують проти цинги, для лікування ревматизму, а також як сечогінний засіб.
Ялиця дає багато пилку, клею, а в кінці літа інтенсивно виділяє медв'яну росу, з якої бджоли виробляють шкідливий для них падевий мед. Кора та хвоя ялиці білої містить таніди. Проте високий вміст пектинових речовин у корі ускладнює їх екстрагування.

### У декоративному садівництві
Як декоративну рослину ялицю білу радять висаджувати поодинці та групами у парках і лісопарках вдалині від промислових об'єктів, які сильно шкодять насадженням. Ялиця біла має декоративні форми: пірамідальну, колоноподібну, плакучу, строкату й золотисту.
Нарівні зі смерекою досі широко використовується, зокрема на заході України, для прикрашення приміщень під час новорічних і різдвяних свят.

### Збирання, переробка та зберігання
Живицю заготовляють у період росту молодих шишок (червень — серпень) у суху погоду. Загостреними трубочками проколюють низ жовна, витискають живицю, яка витікає трубочкою до пляшки чи банки.
Для видобутку ефірної олії навесні або на початку літа заготовляють гілки з молодих дерев і молоді гілки з дорослих дерев (до 20—35-річного віку). Гілки зрізують секаторами або зрубують сокирами (на зрубаних деревах). Гілки складають щільною купою, захищають від дощу і сонця.

## Синоніми
- Abies abies Rusby nom. inval.
- Abies argentea Chambray
- Abies baldensis (Zuccagni) Zucc. ex Nyman
- Abies candicans Fisch. ex Endl.
- Abies chlorocarpa Purk. ex Nyman
- Abies duplex Hormuz. ex Beissn.
- Abies excelsa Link nom. illeg.
- Abies metensis Gordon
- Abies miniata Knight ex Gordon
- Abies minor Gilib.
- Abies nobilis A.Dietr.
- Abies pardei Gaussen
- Abies pectinata (Lam.) Lam. & DC. nom. illeg.
- Abies picea (L.) Lindl. nom. illeg.
- Abies rinzii K.Koch
- Abies taxifolia Duhamel
- Abies taxifolia Desf.
- Abies taxifolia Raf.
- Abies tenuirifolia Beissn.
- Abies vulgaris Poir.
- Peuce abies Rich.
- Picea excelsa Wender. nom. illeg.
- Picea kukunaria Wender.
- Picea metensis Gordon
- Picea pectinata (Lam.) Loudon
- Picea pyramidalis Gordon
- Picea rinzi Gordon
- Picea tenuifolia Beissn.
- Pinus abies Du Roi nom. illeg.
- Pinus baldensis Zuccagni
- Pinus heterophylla K.Koch
- Pinus lucida Salisb.
- Pinus nobilis Douglas ex D.Don
- Pinus pectinata Lam.
- Pinus picea L.